# 茅原裕二
茅原 裕二（かやはら ゆうじ、1969年 - ）は、日本の法律家。岩手県出身だが年少時代と青年時代は神奈川県にて過ごす。横浜市立元石川小学校卒、横浜市立山内中学校卒、神奈川県立荏田高等学校卒を経て1992年関東学院大学工学部電気工学科卒。約4年間鉄鋼会社に勤務も退職。結婚後専業主夫の状態で2003年弁理士国家試験合格。同年、「和田特許事務所」に入所し、2011年5月新宿に「わらしべ特許商標事務所」を開設して独立。2011年7月に商標の入門書である『佐藤さんはなぜいっぱいいるのか？』を出版。2012年3月、朝日放送テレビの『ビーバップ!ハイヒール』に出演。現在に至る。

## 著書
- 『佐藤さんはなぜいっぱいいるのか？-身近な疑問から解き明かす商標入門』講談社、2011年7月。ASIN 4062168626。ISBN 978-4062168625。 NCID BB06428806。OCLC 740618678。全国書誌番号:21957153。

## 論文・コラム
- 「日本と中国の知的財産権」『近代中小企業』2007年12月号、28-31頁。